# Cubanoptila muybonita
Cubanoptila muybonita is een schietmot uit de familie Glossosomatidae. De soort komt voor in het Neotropisch gebied.